# Aambaliyasan
Aambaliyasan là một thị trấn thống kê (census town) của quận Mahesana, bang Gujarat của Ấn Độ.

## Nhân khẩu
Theo điều tra dân số năm 2001 của Ấn Độ, Aambaliyasan có dân số 6736 người. Phái nam chiếm 54% tổng số dân và phái nữ chiếm 46%. Aambaliyasan có tỷ lệ 66% biết đọc biết viết, cao hơn tỷ lệ trung bình toàn quốc là 59,5%: tỷ lệ cho phái nam là 75%, và tỷ lệ cho phái nữ là 55%. Tại Aambaliyasan, 15% dân số nhỏ hơn 6 tuổi.